# Als-ob-filosofi
Als-ob-filosofi eller som-om-filosofien, är ett namn på tankegångar framställda av de tyska filosoferna Friedrich Karl Forberg och Hans Vaihinger.
Enligt dessa är alla vetenskapliga, sedliga och religiösa begrepp och ideal endast fingerade, d.v.s. overkliga och inbillade, ofta även motsägelsefulla. De är trots detta knappast värdelösa utan tvärtom oumbärliga hjälpföreställningar i det teoretiska och praktiska livets tjänst. Uttrycket Als ob anknyter till ett flertal textställen hos Immanuel Kant, där denne inskärper tanken, att trots att vi varken kan bevisa eller förneka verkligheten av vissa översinnliga väsen och förhållanden (som Gud, frihet, ändamålsenlighet), vi lika fullt bör tänka och handla, som om de vore verkliga. Liknande tankegångar har framförts av italienaren Giovanni Marchesini och fransmannen Frédéric Paulhan.